# 芦間圭
芦間 圭（蘆間圭、あしま けい、1895年6月24日 - 1956年以降）は、日本の文筆家、翻訳家。
本名・安島 健（あじま けん）。別筆名に曲木 磯六。

## 略歴
秋田県湯沢市出身。東京帝国大学文学部倫理学科中退。報知新聞、日本評論社の記者をへて文筆に転じる。萩原朔太郎らの『感情』に寄稿したこともあり、菊池寛の代作をした。

## 著書
- 『回教回教国及回教徒』（安島健名義、世界思潮研究会、世界パンフレット通信） 1922
- 『ファスシスチ』（安島健名義、世界思潮研究会、世界パンフレット通信） 1922
- 『宗教の話 吾等何を学ぶべき乎』（安島健名義、世界思潮研究会） 1923
- 『美学の話 吾等何を学ぶべき乎』（安島健名義、世界思潮研究会） 1923
- 『倫理の話 吾等何を学ぶべき乎』（安島健名義、世界思潮研究会） 1923
- 『集約論理学』（安島健名義、甲子社書房） 1926
- 『小学四年生美談 事実物語』（太田みづほ絵、資文堂書店） 1930
- 『小学五年生美談 事実物語』（太田みづほ絵、資文堂書店） 1930
- 『小学六年生美談 事実物語』（山口晁絵、資文堂書店） 1930
- 『えらいひとの十二歳の頃』（文化書房） 1931
- 『えらいひとの九つのころ』（文化書房） 1931
- 『エライヒトノ八ツノコロ』（文化書房） 1931
- 『少年ムッソリーニ伝』（文化書房） 1932
- 『少年倭寇と山田長政』（大同館書店） 1934
- 『少年日露戦争物語』（大同館書店） 1935
- 『神社英霊祭式行事拝礼作法全解 附・祝詞, 祭文, 式辞』（竜文舎） 1939
- 『一日一題日々の錬成』（国民図書協会出版部） 1941
- 『英傑の最期の言行 日本魂の神髄』（国民図書協会） 1942
- 『銭屋五兵衛』（曲木磯六名義、鱒書房、実録巷談新書） 1955

### 共著
- 『一～六年生の修身』（梅田寛, 向山嘉章, 伊達豊共編、安泰絵、大阪宝文館、学校家庭学年別模範児童文庫） 1930
- 『小学三年生美談 事実物語』（槙戸青果絵、資文堂書店） 1930
- 『黒田加賀伊達お家騒動』（海音寺潮五郎共著、鱒書房、歴史新書） 1955
- 『関ケ原軍記』（海音寺潮五郎, 曲木磯六名義共著、鱒書房、歴史新書） 1956

## 翻訳
- 『逮捕下獄前後の手記』（マハトマ・ガンディ、安島健名義訳、世界思潮研究会 世界パンフレット通信） 1922
- 『ベラミー物語』（モオパツサン、安島健名義抄訳、世界思潮研究会、世界パンフレット通信） 1923
- 『地獄物語』（アンリ・バルビウス、安島健名義抄編、世界思潮研究会、世界パンフレット通信） 1923
- 『ナナ物語』（エミール・ゾラ、安島健名義抄訳、日本評論社出版部） 1923